# Unicodeblock Ägyptische Hieroglyphen, erweitert-A
Der Unicodeblock Ägyptische Hieroglyphen, erweitert-A umfasst zusätzliche Hieroglyphen, die über die ursprünglich im Unicode-Standard enthaltenen hinausgehen. Diese Schriftzeichen gehören zur altägyptischen Sprache und stellen ein wichtiges Mittel zur Darstellung von Texten auf antiken Monumenten, Papyri und anderen Artefakten dar. Der erweiterte Block wurde eingeführt, um die Erfassung von bisher nicht kodierten Hieroglyphen zu ermöglichen und die Forschung sowie den Austausch von Informationen über altägyptische Schriftzeichen zu verbessern.

## Geschichte der Hieroglyphen
Ägyptische Hieroglyphen wurden in Ägypten ab etwa 3200 v. Chr. verwendet und entwickelten sich im Laufe der Jahrhunderte weiter. Sie bestanden aus logografischen, syllabischen und alphabetischen Zeichen und wurden sowohl für religiöse als auch administrative Zwecke eingesetzt. Die Entwicklung der Hieroglyphen wurde durch das Schreiben auf Stein, Holz und Papyrus gefördert. In der späten Antike wurde die Schrift schließlich durch koptische Schriften und das griechische Alphabet ersetzt, blieb aber als Kulturgut und durch Inschriften auf Monumenten präsent.

## Erweiterung des Unicodeblocks
Der ursprüngliche Unicodeblock für ägyptische Hieroglyphen wurde im Unicode-Standard Version 5.2 eingeführt. Die Erweiterung, Ägyptische Hieroglyphen, erweitert-A, wurde in Version 16.0 hinzugefügt, um weitere seltene und spezifische Hieroglyphen abzudecken, die in komplexen Inschriften gefunden wurden. Dies ermöglicht eine detailliertere und präzisere digitale Wiedergabe von altägyptischen Texten.
Der erweiterte Block ist im Bereich U+13460 bis U+143FF kodiert und umfasst 3995 Zeichen, die zuvor in der Standardkodierung nicht verfügbar waren. Dies schließt Variationen von bekannten Hieroglyphen sowie Zeichen ein, die nur in bestimmten regionalen Inschriften oder seltenen historischen Kontexten auftauchen.

## Nutzung und Bedeutung
Die digitale Erfassung der ägyptischen Hieroglyphen hat es Forschern ermöglicht, Inschriften und Texte effizienter zu analysieren und zu teilen. Der Unicodeblock Ägyptische Hieroglyphen, erweitert-A, spielt eine wichtige Rolle in der Ägyptologie, da viele altägyptische Texte nun weltweit digital verfügbar gemacht werden können. Er erleichtert außerdem die Zusammenarbeit zwischen Archäologen, Sprachwissenschaftlern und Historikern und unterstützt Software zur Analyse alter Texte.

## Zukunftsperspektiven
Die fortschreitende Kodierung antiker Schriften im Unicode-Standard wird es zukünftigen Generationen ermöglichen, historische Texte besser zu bewahren und zu erforschen. Die Erweiterung des Blocks zeigt, dass das Interesse an der ägyptischen Sprache und Kultur weiterhin stark ist und der digitale Wandel zur Erhaltung dieses kulturellen Erbes beiträgt.